# Mont, Pyrénées-Atlantiques
Mont är en kommun i departementet Pyrénées-Atlantiques i regionen Nouvelle-Aquitaine i sydvästra Frankrike. Kommunen ligger i kantonen Lagor som tillhör arrondissementet Pau. År 2022 hade Mont 1 136 invånare.

## Befolkningsutveckling
Antalet invånare i kommunen Mont
| Referens: INSEE |